# Stactobia bolzei
Stactobia bolzei är en nattsländeart som beskrevs av Jacquemart 1965. Stactobia bolzei ingår i släktet Stactobia och familjen smånattsländor. Inga underarter finns listade i Catalogue of Life.